# Eucharius
Eucharius war nach alten Quellen der erste Bischof von Trier. Sein Wirken fällt ca. in die Mitte des 3. Jahrhunderts. Es ist nicht ganz sicher, ob er tatsächlich existiert hat.

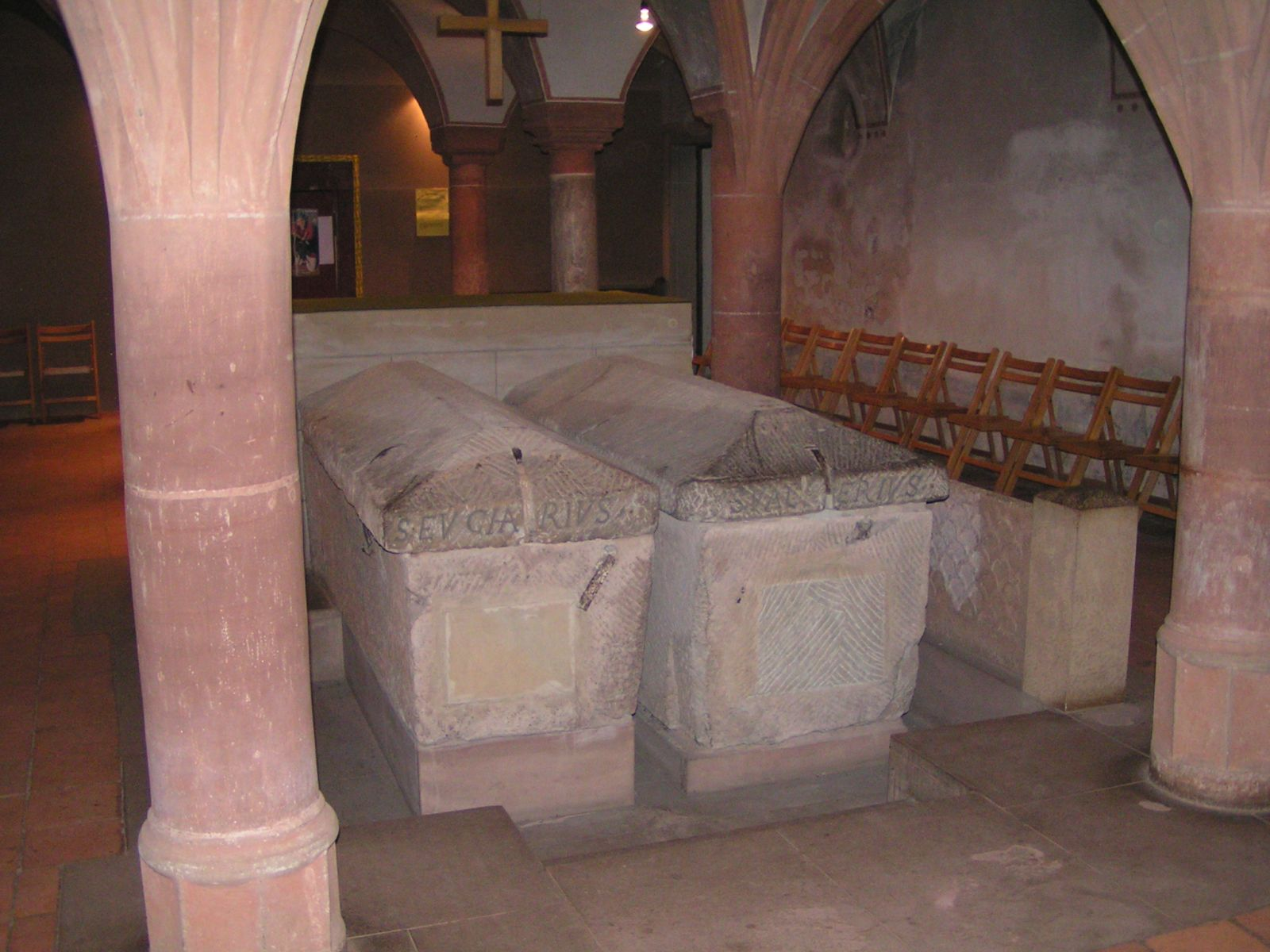
Die Sarkophage von Eucharius und Valerius in der Benediktinerabtei St. Matthias in Trier

## Verehrung
Die Verehrung des Eucharius von Trier wird ab 455 bezeugt, die Legende ist im 8. Jahrhundert nachweisbar. Gregor von Tours nannte ihn einen „Beschützer der Stadt Trier vor einer Pestepidemie“. Danach soll er selbst noch ein Schüler von Petrus gewesen sein, der ihn gemeinsam mit Maternus als Glaubensbote nach Gallien geschickt hat. Er erweckte seinen Gefährten Maternus mit dem Stabe des Petrus aus einem Sarkophag. Die Trierer Tradition erzählt, dass er eine Venusstatue gestürzt und das heutige Marktkreuz an seine Stelle gesetzt habe.
Auf dem alten Trierer Stadtsiegel empfängt er neben dem hl. Petrus den Schlüssel zur Stadt (lat. urbs).
Die Kirchen St. Eucharius (in Sommerach) und St. Eucharius (Balg) (in Balg) sind ihm geweiht.
Seine Heiligenattribute sind Drache, Höllenhund und Teufel.

## Gedenktage
- Gedenktag katholisch: 8. Dezember, im deutschen Sprachgebiet: 9. Dezember
  - in Limburg: Fest der drei Trierer Bischöfe Eucharius, Valerius und Maternus am 11. September
- Orthodox: 10. November